# Chapelle Sainte-Anne de Nice
La chapelle Sainte-Anne de Nice est un édifice catholique situé à Nice, dans le quartier de Cimiez. Elle fut le lieu de départ des anciens rassemblements religieux sur la colline de Cimiez.

## Localisation
La chapelle Sainte-Anne est située au croisement de l’avenue du Monastère et de l’avenue de Flirey, au nord des Arènes de Cimiez. Elle est englobée actuellement dans le jardin de l’immeuble situé derrière elle.

## Historique

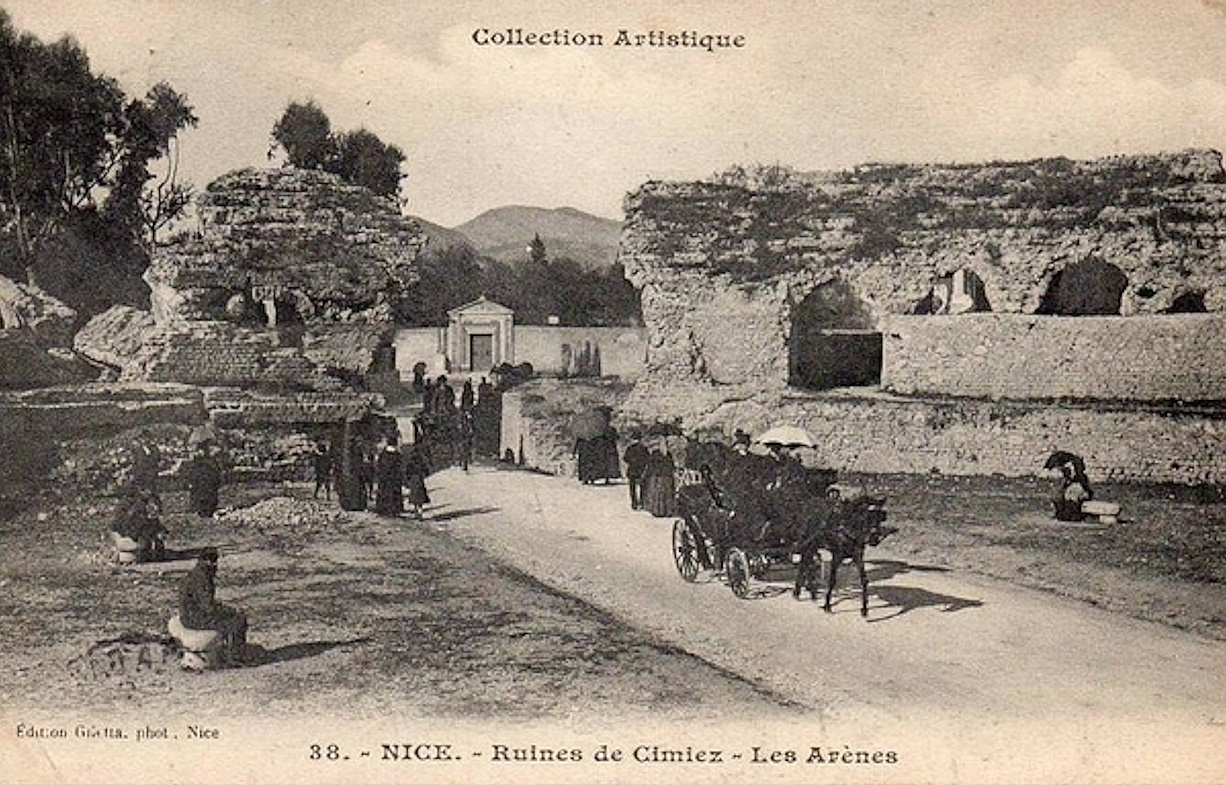
La chapelle vue depuis les arènes, CPA fin XIXe siècle.

La date de construction de la chapelle n’est pas établie de façon précise. Elle est située à proximité immédiate de la ville romaine de Cemenelum et l’on y retrouve des pierres taillées de cette époque, sans que puisse être précisé quand elles ont été réutilisées. 
On fait remonter parfois la construction au XIIIe siècle mais la première mention attestée de la chapelle est dans le cadastre de 1813.  Elle appartient alors à une famille Mouraille du quartier de Roquebillière, à laquelle succède une famille Musse.
La chapelle était le lieu de rassemblement de toutes les confréries de pénitents de Nice qui partaient de là en procession pour rejoindre le monastère de Cimiez en traversant les arènes.

## Lieu de mémoire

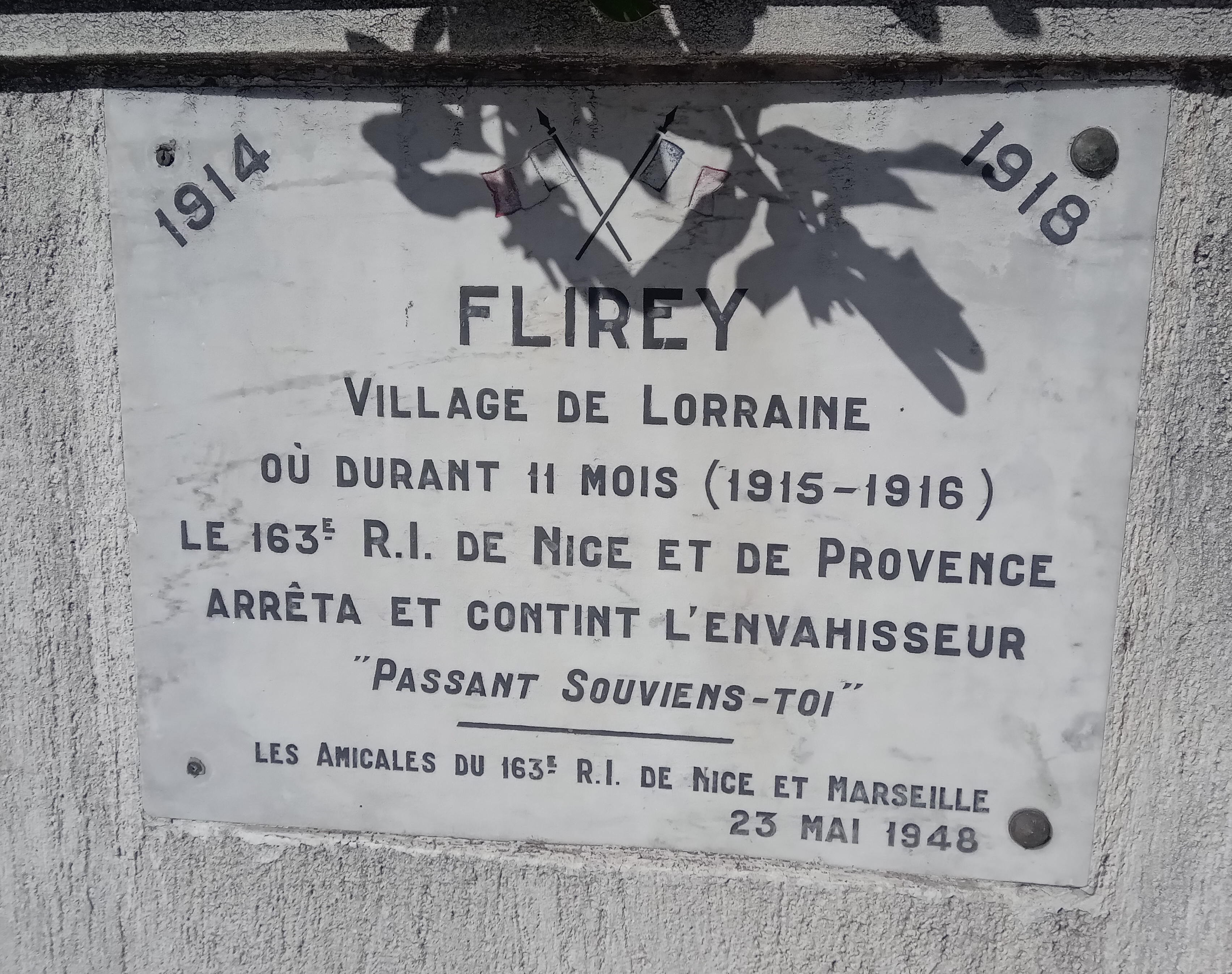

La chapelle Sainte-Anne a été choisie comme lieu de souvenir d’une période dramatique de la guerre 1914-1918.
Le 163e régiment d’infanterie de Nice et des Alpes-Maritimes tint longtemps le secteur de Flirey (Meurthe-et-Moselle) avec des pertes considérables. 
3 600 hommes et 40 officiers y furent tués, blessés ou portés disparus.
Deux plaques, à l’intérieur et à l’extérieur de la chapelle, rappellent cette période.

## Restaurations

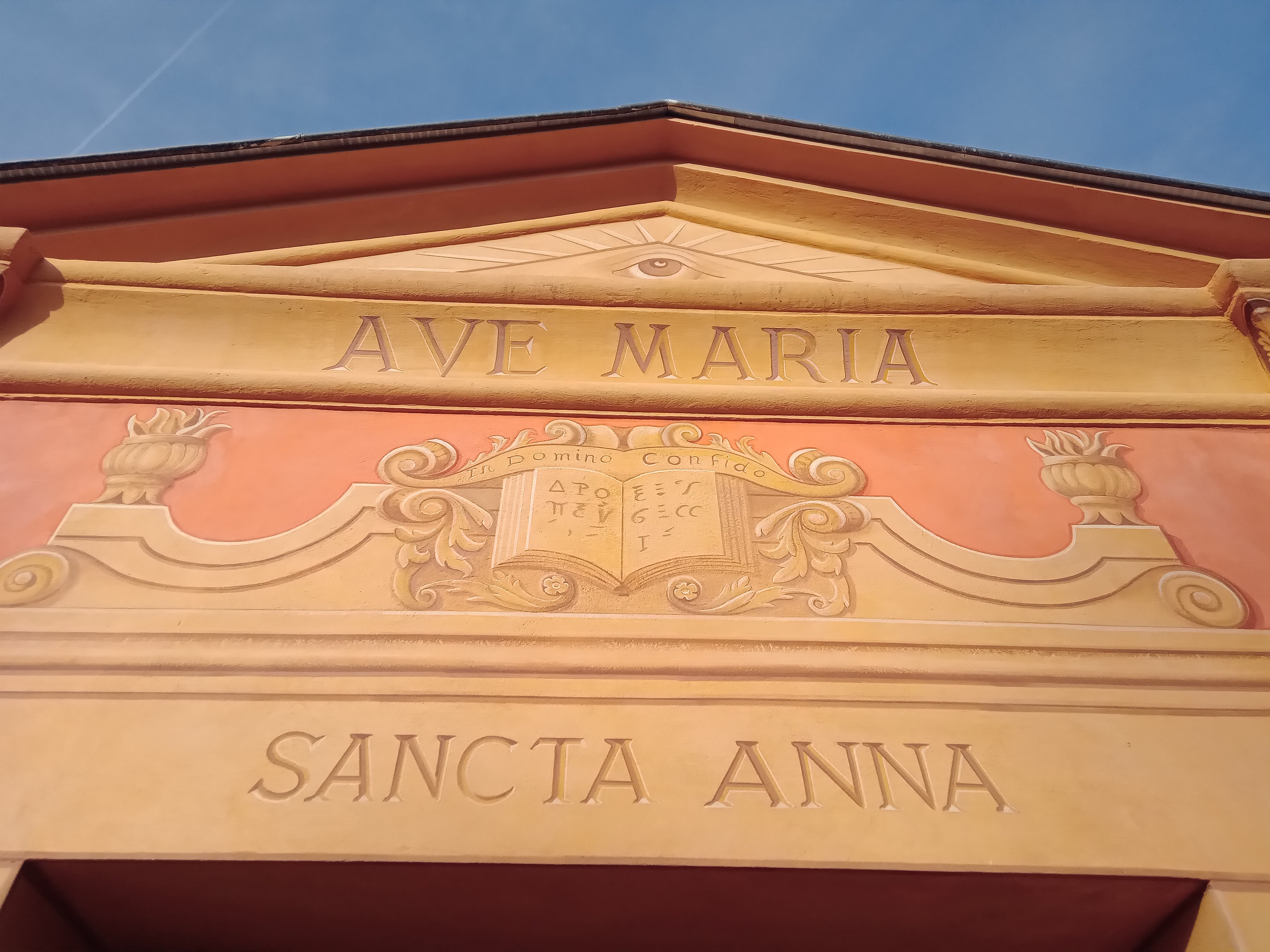

La chapelle Sainte-Anne nécessitait une importante restauration intérieure et extérieure qui a été effectuée en 2013. 
Le 29 mars les maires de Nice et de Flirey étaient présents pour la fin des travaux.
Malheureusement, dix ans plus tard, les fresques de la façade étaient pratiquement effacées.
Une nouvelle restauration en fin 2023 a restitué le beau décor de la façade de la chapelle.

## L’autre chapelle Sainte-Anne

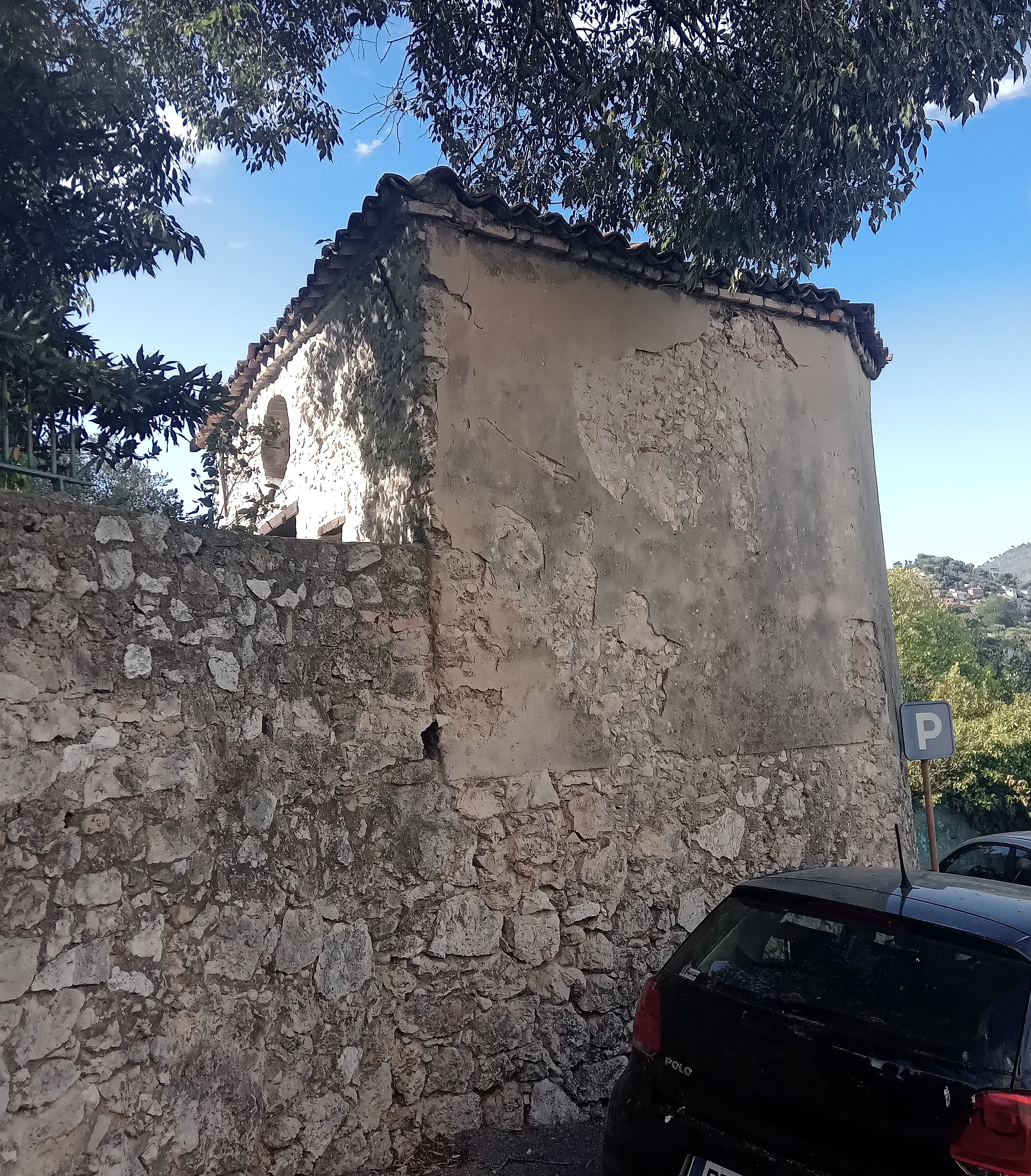
Ancienne chapelle Sainte-Anne

Une seconde chapelle Sainte-Anne, actuellement désaffectée, se trouve à quelques centaines de mètres plus au nord, dans le jardin de l’ancienne propriété Colombo, au bout de l’impasse Isabelle, avenue Colombo.
Cette minuscule chapelle de 25 m2 appartenait en 1813 à une ancienne religieuse, Anne-Marie Cauvin. Agrandie à 90 m2, elle semble avoir dépendu de la propriété Colombo voisine, alors rattachée à l’abbaye de Saint-Pons.